# Jupiler
A Jupiler belga világos sör, amit az InBev sörfőzdéjében állítanak elő különböző változatban.

## Története
Belgium egyik legismertebb és legelterjedtebb söre, ennek ellenére az InBev a Stella Artoist exportálja a világ számos országába. A sörnek összetevői: maláta, kukorica, komló, víz és sörélesztő. Alkoholtartalma: 5,2%. A nevét Jupille-sur-Meuse városkáról kapta, ahol eredetileg gyártotta a Brasserie Piedboeuf, ami ma az InBev leányvállalata.
A Jupiler a belga labdarúgó-bajnokság első osztályának és a holland bajnokság másodosztályának főszponzora.